# Iers basketbalteam (mannen)

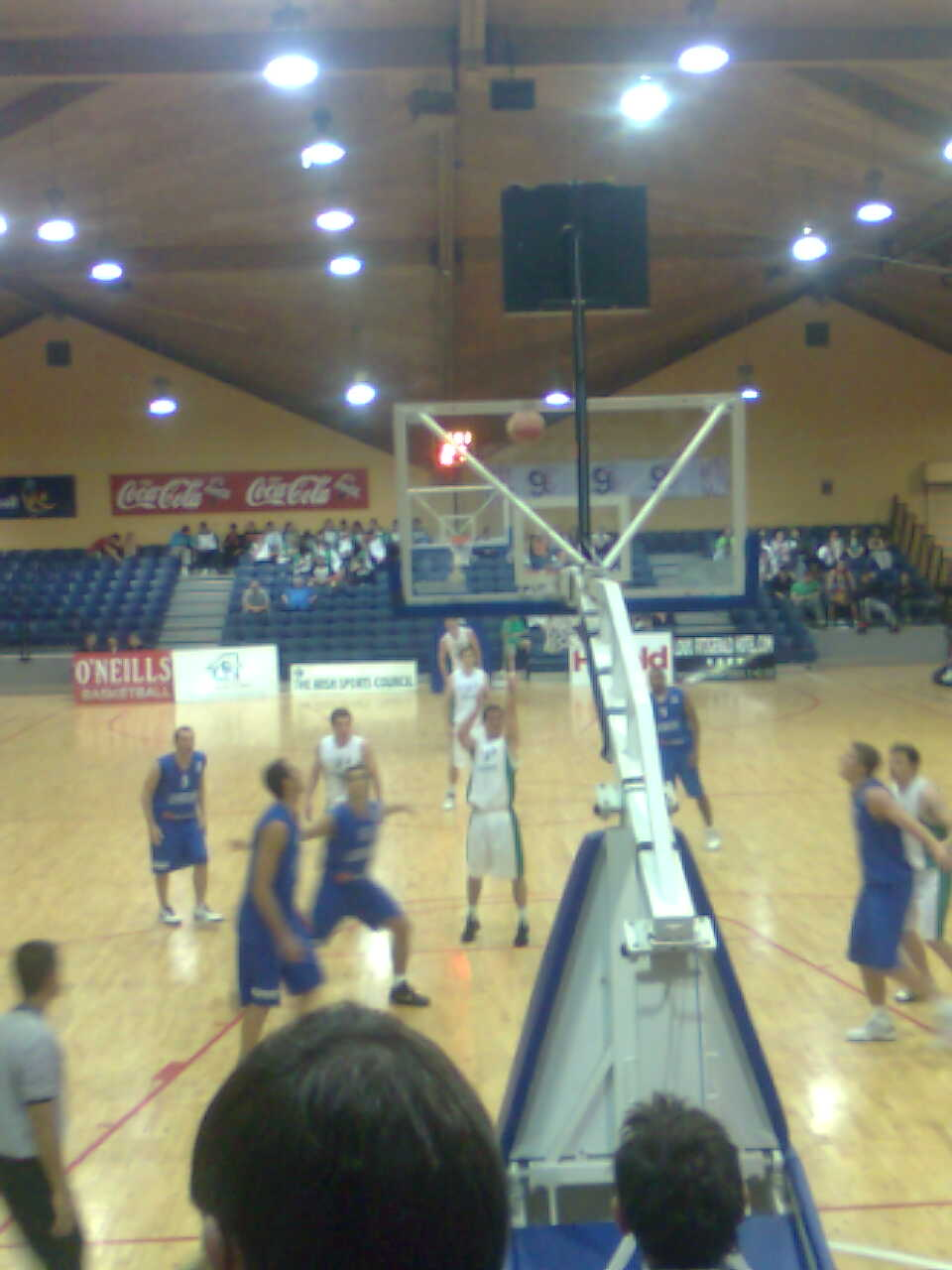
Het Iers basketbalteam tijdens een wedstrijd tegen Luxemburg

Het Iers nationaal basketbalteam is een team van basketballers dat Ierland en Noord-Ierland vertegenwoordigt in internationale wedstrijden. Het land is (samen met het Brits nationaal basketbalteam) het enige land uit Europa dat zich tot op heden niet heeft weten te kwalificeren voor Eurobasket of het Wereldkampioenschap basketbal, maar wel heeft meegedaan aan een basketbalonderdeel van de Olympische Zomerspelen. De meeste internationals van het Iers basketbalteam spelen voor buitenlandse teams.

## Ierland tijdens internationale toernooien

### Olympische Spelen
- Olympische Spelen 1948: 23e